# 影の光
「影の光」（かげのひかり）は、2006年に製作された日本・フランスのドキュメンタリー映画である。本編は47分。

## あらすじ
" 三十代のAV女優、友田真希という一人の女性を知ろうと試み撮った一人の人間の下絵、記録である。"